# Hoofdbrug (Gent)
De Hoofdbrug of Onthoofdingsbrug is een vaste brug, gelegen in het historische centrum van Gent, die in de Burgstraat de Lieve overbrugt. De huidige brug dateert uit 1950. In 2015 werd de brug verstevigd door het aanbrengen van bijkomende stalen liggers onderaan de brug.

## Geschiedenis
De brug heeft een bijzondere geschiedenis die blijkt uit haar naam, het was de plaats waar sinds 1297 burgers die zich aan grove misdaden hadden schuldig gemaakt werden onthoofd. De brug werd als executieplaats gebruikt tot in 1585.
De hoofdbrug was de belangrijkste brug (ook hier de hoofdbrug) van het zogenoemde 's Gravenburg, de gronden rondom het Gravensteen die met grachten omgeven en met poorten afgesloten waren. Het gebied lag tussen de Leie en de Lieve die door de Schipgracht verbonden waren.
De brug wordt in archieven vermeld in 1274, het was toen een houten ophaalbrug aan de verdedigingspoort van het 's Gravenburg. De houten brug werd in 1371 vervangen door een exemplaar in steen. Die werd op haar beurt vervangen door een houten draaibrug in 1855. In 1874 kwam er opnieuw een stenen brug die in 1950 haar huidige vorm kreeg. Vandaag vormt de brug de verbinding tussen de Burgstraat en de Rekelingestraat. Vanop de brug heeft men een mooi zicht op het Gravensteen en langs de andere kant op de enige overgebleven houten gevel van Gent.

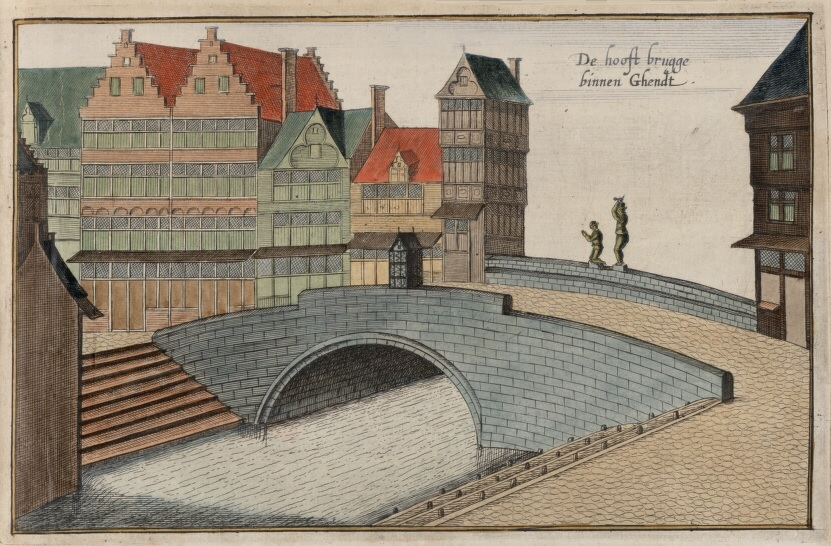
De Hoofdbrug te Gent in de eerste helft van de 17e eeuw (afbeelding uit Flandria illustrata, 1641)

Aan de brug is een mooie sage verbonden. Omstreeks 1370 werden een vader en zijn zoon tijdens een oproer in de gevangenis opgesloten. De toenmalige graaf Lodewijk van Male bepaalde in zijn vonnis dat een van beide de ander moest onthoofden en dan gratie kreeg. De vader kon zijn zoon overtuigen om de rol van beul op zich te nemen en de onthoofding uit te voeren. Vader en zoon werden naar de hoofdbrug gebracht en de zoon kreeg het zwaard in de handen geduwd. Hij hief het zwaard op met volle kracht om de dodelijke slag aan zijn vader toe te brengen, maar het lemmet vloog uit het gevest en kwam met zijn punt in de houten brug terecht. Gezien een executie slechts een keer kon plaatsvinden werden vader en zoon onmiddellijk vrijgelaten, maar door de emoties begaf hun hart het en stierven ze een vroege dood. In het Stadsmuseum Gent (Bijloke) bewaart men een schilderij uit 1608 van Pieter Pieters dat dit verhaal uitbeeldt. Tot op het einde van de achttiende eeuw stond er op de brug een beeldengroep die deze legende afbeeldde. Albrecht Dürer vermeldde deze beeldengroep in het verslag van zijn bezoek aan Gent in april 1521.
Academiebrug · Albertina Sisulubrug · André Denysbrug · Appelbrug · Asselsbrug · Bargiebrug · Bataviabrug · Bavobrug · Beekstraatbrug · Blaarmeersenbrugbrug · Brug der Keizerlijke Geneugten · Brugsevaartbrug · Buchtenbrug · Buchtenspoorbrug · Calcuttabrug · Charles Marcellisbrug · Contributiebrug · Dampoortbrug · Destelbergenbrug · Drongenbrug · Ekkergembrug · Emiel Clausbrug · Europabrug · Eversteinbrugbrug · Eversteinspoorbrug · Ferdinand Lousbergsbrug · François Laurentbrug · Fransevaartbrug · Gaardeniersbrug · Gasmeterbrug · Gebroeders Van Eyckbrug · Gentbruggebrug · Goedingebrug · Grasbrug · Griendijkbrug · Groendreefbrug · Groene Valleibrug · Groot-Brittanniëbrug · Grootdokbrug · Guldenmeersbrug · Heernisspoorbrug · Heinakkerbrug · Hoofdbrug · Hospitaalbrug · Hundelgembrug · Hutsepotbrug · Industriebrug · Jan Palfijnbrug · John Kennedybrug · Jozef Ghuislainbrug · Kaaksmetebrug · Kappebrug · Keizerbrug · Keizerviaduct · Ketelbrug · Klaverbladbrug · Koning Albertbrug · Koning Willembrug · Krommewalbrug · Langerbruggebrug · Leiebrug · Lievebrug · Louisa d'Havébrug · Maaltebrug · Malemvoetbrug · Mariakerkebrug · Matadibrug · Meierijbrug · Melkhambrug · Mendonkbrug · Merelbekebrug · Meulestedebrug · Minnemeersbrug · Moskoubrug · Muidebrug · Muinkbrug · Napoleon de Pauwbrug · Nieuwbrug · Nieuwebosbrug · Nieuwekalebrug · Nieuwescheldebrug · Nieuwevaartbrug · Oktrooibrug · Onthoofdingsbrug · Ottergembrug · Oudescheldebrug · Parkbosbruggen · Pontbrug · Predikherenbrug · Rabotbrug · Recolettenbrug · Rietkenbrug · Rozemarijnbrug · Sint-Agnetebrug · Sint-Antoniusbrug · Sint-Denijsbrug · Sint-Jorisbrug · Sint-Lievensbrug · Sint-Lievensviaduct · Sint-Martinusbrug · Sint-Michielsbrug · Skaldenbrug · Slachthuisbrug · Snepbrug · Snepdijkbrug · Snepvoetbrug · Spanjeveerbrug · Stropbrug · Stropspoorbrug · Ter Platenbrug · Theresianenbrug · Tolhuisbrug · Tweegatenbrug · Verapazbrug · Verlorenkostbrug · Viaduct van Gentbrugge · Visserijkombrug · Vleeshuisbrug · Voorhavenbrug=Wiedauwkaaibrug · Waalbrug · Walpoortbrug · Warmoezeniersbrug · Watermolenbrug · Westerringspoorbrug · Wijdenaardbrug · Wondelgembrug · Zoé Borluutbrug · Zomerweibrug · Zuiderlaanbrug · Zuivelbrug · Zwijnaardebrug · Zwijnaardekanaalbrug · Zwijnaardekasteelbrug